# Iván Leal Reglero
Pour les articles homonymes, voir Leal.
Iván Leal Reglero, né à Madrid le 18 septembre 1978, est un karatéka espagnol connu pour avoir remporté le titre de champion du monde en kumite individuel masculin moins de 75 kilos aux championnats du monde de karaté 2000 et 2002.

## Championnats du monde
- 2000 :  médaille d'or en kumite individuel masculin moins de 75 kilos aux championnats du monde de karaté 2000 à Munich, en Allemagne[1].
- 2002 :  médaille d'or en kumite individuel masculin moins de 75 kilos aux championnats du monde de karaté 2002 à Madrid, en Espagne[2].
- 2006 :  Médaille de bronze en kumite individuel masculin open aux championnats du monde de karaté 2006 à Tampere, en Finlande[3].